# TTRAM
TTRAM (Twin Transistor Random Access Memory) este un nou tip de memorie volatilă dezvoltat de Renesas Technology Corporation în 2005. TTRAM este similar cu memoria DRAM obișnuită cu un singur tranzistor și condensator, dar elimină condensatorul bazându-se pe principiul Floating body effect.
Într-o celulă de memorie TTRAM, doi tranzistori sunt conectați prin procesul de fabricație SOI (Silicon-on-Insulator). Primul este un tranzistor de acces, în timp ce al doilea este un tranzistor de stocare și îndeplinește aceeași funcție ca un condensator într-o celulă DRAM normală. Scrierea și citirea datelor se efectuează în funcție de starea conductivă a tranzistorului de acces și de starea corpului plutitor al tranzistorului de stocare. Faptul că o celulă de memorie TTRAM nu necesită tensiune de intensificare sau tensiune negativă, așa cum necesită DRAM, face ca noul design al celulei să fie potrivit pentru utilizarea în viitoarele procesoare la tensiuni de funcționare mai mici.
Cu memoria TTRAM, semnalul citit apare ca o diferență în curentul tranzistorului. Un senzor de oglindă de curent detectează această diferență la viteză mare, utilizând o celulă de memorie de referință care permite identificarea fiabilă a lui 0 sau 1. Această metodă de citire reduce semnificativ consumul de energie eliminând încărcarea și descărcarea liniei de biți și operațiunile necesare pentru citirea celulelor DRAM.
Un cip de testare a memoriei TTRAM 2 Mbit, procesat cu un miniprocesor SOI CMOS de 130nm, a atins 250MHz pentru producția continuă de date și 133MHz pentru modul de acces aleatoriu, cu o putere activă de numai 148mW. Aceasta este cu 43% mai puțin consum de energie decât un DRAM convențional.
TTRAM nu trebuie confundat cu TT-RAM, un tip de memorie găsit în computerele personale Atari TT030 și Falcon030.